# The Voice (Verenigde Staten)
The Voice is de Amerikaanse versie van het Nederlandse televisieprogramma The voice of Holland. De eerste aflevering werd uitgezonden op dinsdag 26 april 2011 op de Amerikaanse zender NBC.

## Format
In het door John de Mol bedachte programma wordt er naar puur zangtalent gezocht waarbij de deelnemers niet op hun uiterlijk worden beoordeeld, zoals dit wel het geval was bij andere talentenjachten als Idols en X Factor. Door middel van blinde audities worden de kandidaten beoordeeld op alleen de stem waarna zij verder worden begeleid door de coaches.

## Overzicht

### Rondes
- Blind Auditions (S1-heden)
- Battles (S1-heden)
- The Knockouts (S3-S5, S7-S15, S17-heden)
- Battles, Round 2 (S6)
- The Live Cross Battles (S16)
- Liveshows (S1-heden)

### Extra
- Block (S14-heden)
- Steals (S3-heden)
- Saves (S14-S22)
- Comeback Stage (S15-S16, S20)
- Four-Way Knockout (S18-S20)
- Voice Comeback (S21)
- Playoff Pass (S23-heden)
- Super Save (S24)

## Overzicht
| Jaar | Seizoen | Winnaar           | 2de plaats        | 3de plaats           | Winnende coach     | Coaches           | Coaches            | Coaches            | Coaches       |
| Jaar | Seizoen | Winnaar           | 2de plaats        | 3de plaats           | Winnende coach     | 1                 | 2                  | 3                  | 4             |
| ---- | ------- | ----------------- | ----------------- | -------------------- | ------------------ | ----------------- | ------------------ | ------------------ | ------------- |
| 2011 | 1       | Javier Colon      | Dia Frampton      |                      | Adam Levine        | Adam Levine       | CeeLo Green        | Christina Aguilera | Blake Shelton |
| 2012 | 2       | Jermaine Paul     | Juliet Simms      | Tony Lucca           | Blake Shelton      | Adam Levine       | CeeLo Green        | Christina Aguilera | Blake Shelton |
| 2012 | 3       | Cassadee Pope     | Terry McDermott   | Nicholas David       | Blake Shelton      | Adam Levine       | CeeLo Green        | Christina Aguilera | Blake Shelton |
| 2013 | 4       | Danielle Bradbery | Michelle Chamuel  | The Swon Brothers    | Blake Shelton      | Adam Levine       | Shakira            | Usher              | Blake Shelton |
| 2013 | 5       | Tessanne Chin     | Jacquie Lee       | Will Champlin        | Adam Levine        | Adam Levine       | CeeLo Green        | Christina Aguilera | Blake Shelton |
| 2014 | 6       | Josh Kaufman      | Jake Worthington  | Christina Grimmie    | Usher              | Adam Levine       | Shakira            | Usher              | Blake Shelton |
| 2014 | 7       | Craig Wayne Boyd  | Matt McAndrew     | Chris Jamison        | Blake Shelton      | Adam Levine       | Gwen Stefani       | Pharrell Williams  | Blake Shelton |
| 2015 | 8       | Sawyer Fredericks | Meghan Linsey     | Joshua Davis         | Pharrell Williams  | Adam Levine       | Christina Aguilera | Pharrell Williams  | Blake Shelton |
| 2015 | 9       | Jordan Smith      | Emily Ann Roberts | Barrett Baber        | Adam Levine        | Adam Levine       | Gwen Stefani       | Pharrell Williams  | Blake Shelton |
| 2016 | 10      | Alisan Porter     | Adam Wakefield    | Hannah Huston        | Christina Aguilera | Adam Levine       | Christina Aguilera | Pharrell Williams  | Blake Shelton |
| 2016 | 11      | Sundance Head     | Billy Gilman      | Wé McDonald          | Blake Shelton      | Adam Levine       | Miley Cyrus        | Alicia Keys        | Blake Shelton |
| 2017 | 12      | Chris Blue        | Lauren Duski      | Aliyah Moulden       | Alicia Keys        | Adam Levine       | Gwen Stefani       | Alicia Keys        | Blake Shelton |
| 2017 | 13      | Chloe Kohanski    | Addison Agen      | Brooke Simpson       | Blake Shelton      | Adam Levine       | Miley Cyrus        | Jennifer Hudson    | Blake Shelton |
| 2018 | 14      | Brynn Cartelli    | Britton Buchanan  | Kyla Jade            | Kelly Clarkson     | Adam Levine       | Alicia Keys        | Kelly Clarkson     | Blake Shelton |
| 2018 | 15      | Chevel Shepherd   | Chris Kroeze      | Kirk Jay             | Kelly Clarkson     | Adam Levine       | Jennifer Hudson    | Kelly Clarkson     | Blake Shelton |
| 2019 | 16      | Maelyn Jarmon     | Gyth Rigdon       | Dexter Roberts       | John Legend        | Adam Levine       | John Legend        | Kelly Clarkson     | Blake Shelton |
| 2019 | 17      | Jake Hoot         | Ricky Duran       | Katie Kadan          | Kelly Clarkson     | Gwen Stefani      | John Legend        | Kelly Clarkson     | Blake Shelton |
| 2020 | 18      | Todd Tilghman     | Toneisha Harris   | Thunderstorm Artis   | Blake Shelton      | Nick Jonas        | John Legend        | Kelly Clarkson     | Blake Shelton |
| 2020 | 19      | Carter Rubin      | Jim Ranger        | Ian Flanigan         | Gwen Stefani       | Gwen Stefani      | John Legend        | Kelly Clarkson     | Blake Shelton |
| 2021 | 20      | Cam Anthony       | Kenzie Wheeler    | Jordan Matthew Young | Blake Shelton      | Nick Jonas        | John Legend        | Kelly Clarkson     | Blake Shelton |
| 2021 | 21      | Girl Named Tom    | Wendy Moten       | Paris Winningham     | Kelly Clarkson     | Ariana Grande     | John Legend        | Kelly Clarkson     | Blake Shelton |
| 2022 | 22      | Bryce Leatherwood | bodie             | Morgan Myles         | Blake Shelton      | Gwen Stefani      | John Legend        | Camila Cabello     | Blake Shelton |
| 2023 | 23      | Gina Miles        | Grace West        | D.Smooth             | Niall Horan        | Niall Horan       | Chance The Rapper  | Kelly Clarkson     | Blake Shelton |
| 2023 | 24      | Huntley           | Ruby Leigh        | Mara Justine         | Niall Horan        | Niall Horan       | John Legend        | Gwen Stefani       | Reba McEntire |
| 2024 | 25      | Asher HaVon       | Josh Sanders      | Bryan Olesen         | Reba McEntire      | Chance The Rapper | John Legend        | Dan + Shay         | Reba McEntire |
| 2024 | 26      | Sofronio Vasquez  | Shye              | Sydney Sterlace      | Michael Bublé      | Snoop Dogg        | Gwen Stefani       | Michael Bublé      | Reba McEntire |
| 2025 | 27      | Adam David        | Jaelen Johnston   | Renzo                | Adam Levine        | John Legend       | Kelsea Ballerini   | Michael Bublé      |               |
| 2025 | 28      | Nog onbekend      | Nog onbekend      | Nog onbekend         | Nog onbekend       | Snoop Dogg        | Niall Horan        | Reba McEntire      |               |

### Juryleden
|    | Coach              | 1e | 2e | 3e | 4e | 5e | Finalisten | Seizoenen |
| -- | ------------------ | -- | -- | -- | -- | -- | ---------- | --------- |
| 1  | Blake Shelton      | 9  | 14 | 9  | 3  | 1  | 36         | 23        |
| 2  | Kelly Clarkson     | 4  | 1  | -  | 1  | 2  | 8          | 9         |
| 3  | Adam Levine        | 3  | 3  | 5  | 4  | -  | 15         | 17        |
| 4  | Niall Horan        | 2  | -  | 1  | -  | -  | 3          | 3         |
| 5  | Christina Aguilera | 1  | 1  | 1  | 1  | -  | 4          | 6         |
| 6  | Alicia Keys        | 1  | 1  | 1  | -  | -  | 3          | 3         |
| 7  | Usher              | 1  | 1  | -  | -  | -  | 2          | 2         |
| 8  | John Legend        | 1  | -  | 1  | 2  | 4  | 8          | 10        |
| 9  | Pharrell Williams  | 1  | -  | 1  | 1  | -  | 3          | 4         |
| 10 | Gwen Stefani       | 1  | -  | -  | 2  | -  | 3          | 7         |
| 11 | Cee Lo Green       | -  | 1  | 2  | -  | -  | 3          | 4         |
| 12 | Reba McEntire      | -  | 1  | -  | 1  | -  | 2          | 4         |
| 13 | Nick Jonas         | -  | -  | 1  | 1  | -  | 2          | 2         |
| 14 | Camila Cabello     | -  | -  | 1  | -  | -  | 1          | 1         |
| 15 | Miley Cyrus        | -  | -  | 1  | -  | -  | 1          | 2         |
| 16 | Jennifer Hudson    | -  | -  | -  | 1  | -  | 1          | 2         |
| 17 | Chance the Rapper  | -  | -  | -  | 1  | -  | 1          | 2         |
| 18 | Shakira            | -  | -  | -  | -  | -  | 0          | 2         |
| 19 | Ariana Grande      | -  | -  | -  | -  | -  | 0          | 1         |
| 20 | Dan + Shay         | -  | -  | -  | -  | -  | 0          | 1         |
| 21 | Snoop Dogg         |    |    |    |    |    | 0          | 2         |
| 21 | Michael Bublé      |    |    |    |    |    | 0          | 3         |
| 22 | Kelsea Ballerini   |    |    |    |    |    | 0          | 1         |

#### Tijdlijn
| Naam               | Seizoenen | Seizoenen | Seizoenen | Seizoenen | Seizoenen | Seizoenen | Seizoenen | Seizoenen | Seizoenen | Seizoenen | Seizoenen | Seizoenen | Seizoenen | Seizoenen | Seizoenen | Seizoenen | Seizoenen | Seizoenen | Seizoenen | Seizoenen | Seizoenen | Seizoenen | Seizoenen | Seizoenen | Seizoenen | Seizoenen | Seizoenen | Seizoenen |
| Naam               | 1         | 2         | 3         | 4         | 5         | 6         | 7         | 8         | 9         | 10        | 11        | 12        | 13        | 14        | 15        | 16        | 17        | 18        | 19        | 20        | 21        | 22        | 23        | 24        | 25        | 26        | 27        | 28        |
| ------------------ | --------- | --------- | --------- | --------- | --------- | --------- | --------- | --------- | --------- | --------- | --------- | --------- | --------- | --------- | --------- | --------- | --------- | --------- | --------- | --------- | --------- | --------- | --------- | --------- | --------- | --------- | --------- | --------- |
| Cee Lo Green       |           |           |           |           |           |           |           |           |           |           |           |           |           |           |           |           |           |           |           |           |           |           |           |           |           |           |           |           |
| Christina Aguilera |           |           |           |           |           |           |           |           |           |           |           |           |           |           |           |           |           |           |           |           |           |           |           |           |           |           |           |           |
| Adam Levine        |           |           |           |           |           |           |           |           |           |           |           |           |           |           |           |           |           |           |           |           |           |           |           |           |           |           |           |           |
| Blake Shelton      |           |           |           |           |           |           |           |           |           |           |           |           |           |           |           |           |           |           |           |           |           |           |           |           |           |           |           |           |
| Usher              |           |           |           |           |           |           |           |           |           |           |           |           |           |           |           |           |           |           |           |           |           |           |           |           |           |           |           |           |
| Shakira            |           |           |           |           |           |           |           |           |           |           |           |           |           |           |           |           |           |           |           |           |           |           |           |           |           |           |           |           |
| Gwen Stefani       |           |           |           |           |           |           |           |           |           |           |           |           |           |           |           |           |           |           |           |           |           |           |           |           |           |           |           |           |
| Pharrell Williams  |           |           |           |           |           |           |           |           |           |           |           |           |           |           |           |           |           |           |           |           |           |           |           |           |           |           |           |           |
| Miley Cyrus        |           |           |           |           |           |           |           |           |           |           |           |           |           |           |           |           |           |           |           |           |           |           |           |           |           |           |           |           |
| Alicia Keys        |           |           |           |           |           |           |           |           |           |           |           |           |           |           |           |           |           |           |           |           |           |           |           |           |           |           |           |           |
| Jennifer Hudson    |           |           |           |           |           |           |           |           |           |           |           |           |           |           |           |           |           |           |           |           |           |           |           |           |           |           |           |           |
| Kelly Clarkson     |           |           |           |           |           |           |           |           |           |           |           |           |           |           |           |           |           |           |           |           |           |           |           |           |           |           |           |           |
| Kelsea Ballerini*  |           |           |           |           |           |           |           |           |           |           |           |           |           |           | C.S.      |           |           |           |           |           |           |           |           |           |           |           |           |           |
| Bebe Rexha*        |           |           |           |           |           |           |           |           |           |           |           |           |           |           |           | C.S.      |           |           |           |           |           |           |           |           |           |           |           |           |
| John Legend        |           |           |           |           |           |           |           |           |           |           |           |           |           |           |           |           |           |           |           |           |           |           |           |           |           |           |           |           |
| Nick Jonas         |           |           |           |           |           |           |           |           |           |           |           |           |           |           |           |           |           |           |           |           |           |           |           |           |           |           |           |           |
| Ariana Grande      |           |           |           |           |           |           |           |           |           |           |           |           |           |           |           |           |           |           |           |           |           |           |           |           |           |           |           |           |
| Camila Cabello     |           |           |           |           |           |           |           |           |           |           |           |           |           |           |           |           |           |           |           |           |           |           |           |           |           |           |           |           |
| Chance the Rapper  |           |           |           |           |           |           |           |           |           |           |           |           |           |           |           |           |           |           |           |           |           |           |           |           |           |           |           |           |
| Niall Horan        |           |           |           |           |           |           |           |           |           |           |           |           |           |           |           |           |           |           |           |           |           |           |           |           |           |           |           |           |
| Reba McEntire      |           |           |           |           |           |           |           |           |           |           |           |           |           |           |           |           |           |           |           |           |           |           |           |           |           |           |           |           |
| Dan + Shay         |           |           |           |           |           |           |           |           |           |           |           |           |           |           |           |           |           |           |           |           |           |           |           |           |           |           |           |           |
| Snoop Dogg         |           |           |           |           |           |           |           |           |           |           |           |           |           |           |           |           |           |           |           |           |           |           |           |           |           |           |           |           |
| Michael Bublé      |           |           |           |           |           |           |           |           |           |           |           |           |           |           |           |           |           |           |           |           |           |           |           |           |           |           |           |           |

*Kelsea Ballerini is coach in the Comeback Stage Coach in het 15de seizoen. Bebe Rexha was dit in seizoen 16.

#### Partime Coaches
| Seizoen | Parttime Coaches | Parttime Coaches  | Parttime Coaches | Parttime Coaches   | Parttime Coaches  | Parttime Coaches     | Parttime Coaches | Parttime Coaches | Parttime Coaches | Parttime Coaches | Parttime Coaches | Parttime Coaches |
| ------- | ---------------- | ----------------- | ---------------- | ------------------ | ----------------- | -------------------- | ---------------- | ---------------- | ---------------- | ---------------- | ---------------- | ---------------- |
| 1       | Adam Blackstone  | Monica            | Sia              | Rebe McEntire      |                   |                      |                  |                  |                  |                  |                  |                  |
| 2       | Alanis Morisette | Robin Thicke      | Babyface         | Ne-Yo              | Jewel             | Lionel Richie        | Kelly Clarkson   | Miranda Lambert  |                  |                  |                  |                  |
| 3       | Mary J. Blige    | Rob Thomas        | Jennifer Hudson  | Bill Withers       | Pat Monahan       | Billie Joe Armstrong | Ron Fair         | Michael Bublé    | Scott Hendricks  |                  |                  |                  |
| 4       | Hillary Scott    | Joel Madden       | CeeLo Green      | Pharrell Williams  | Aakomon Jones     | Taylor Swift         | Sheryl Crow      |                  |                  |                  |                  |                  |
| 5       | Ryan Tedder      | Miguel            | Ed Sheeran       | Cher               |                   |                      |                  |                  |                  |                  |                  |                  |
| 6       | Aloe Blacc       | Graham Nash       | James Valentine  | Miranda Lambert    | Busbee            | Jill Scott           | The Band Perry   | Chris Martin     | Gwen Sebastian   | Scott Hendricks  |                  |                  |
| 7       | Stevie Nicks     | Patrick Stump     | Gavin Rossdale   | Christina Aguilera | Alicia Keys       | Diana Ross           | Little Big Town  | Colbie Caillat   | Taylor Swift     |                  |                  |                  |
| 8       | Ellie Goulding   | Dave Stewart      | Usher            | Lionel Richie      | Gwen Stefani      | Nick Jonas           | Mark Ronson      | Nate Ruess       | Scott Hendricks  | CeeLo Green      | Reba McEntire    | Meghan Trainor   |
| 9       | John Fogerty     | Selena Gomez      | Missy Elliott    | Brad Paisley       | Rihanna           | Dolly Parton         |                  |                  |                  |                  |                  |                  |
| 10      | Tori Kelly       | Sean Combs        | Patti LaBelle    | Gwen Stefani       | Miley Cyrus       | Pink                 |                  |                  |                  |                  |                  |                  |
| 11      | Sammy Hagar      | Joan Jett         | Charlie Puth     | Bette Midler       | Tim McGraw        | Faith Hill           | Garth Brooks     |                  |                  |                  |                  |                  |
| 12      | John Legend      | Celine Dion       | DJ Khaled        | Luke Bryan         | Shania Twain      |                      |                  |                  |                  |                  |                  |                  |
| 13      | Joe Jonas        | Billy Ray Cyrus   | Kelly Rowland    | Rascal Flatts      | Kelly Clarkson    |                      |                  |                  |                  |                  |                  |                  |
| 14      | Julia Michaels   | Jordan Smith      | Shawn Mendes     | Chris Blue         | Hailee Steinfield | Cassadee Pope        | Trace Adkins     | Chloe Kohanski   |                  |                  |                  |                  |
| 15      | CeeLo Green      | Thomas Rhett      | Brynn Cartelli   | Halsey             | Keith Urban       | Mariah Carey         |                  |                  |                  |                  |                  |                  |
| 16      | Charlie Puth     | Khalid            | Kelsea Ballerini | Brooks & Dunn      |                   |                      |                  |                  |                  |                  |                  |                  |
| 17      | Normani          | will.i.am         | Usher            | Darius Rucker      | Taylor Swift      |                      |                  |                  |                  |                  |                  |                  |
| 18      | Dua Lipa         | Joe Jonas         | Kevin Jonas      | Ella Mai           | Bebe Rexha        | James Taylor         |                  |                  |                  |                  |                  |                  |
| 19      | Leon Bridges     | Julia Michaels    | Miguel           | Kane Brown         | Usher             |                      |                  |                  |                  |                  |                  |                  |
| 20      | Luis Fonsi       | Brandy Norwood    | Darren Criss     | Dan + Shay         | Snoop Dogg        |                      |                  |                  |                  |                  |                  |                  |
| 21      | Ed Sheeran       | Jason Aldean      | Camila Cabello   | Kristin Chenoweth  | Dierks Bentley    |                      |                  |                  |                  |                  |                  |                  |
| 22      | Sean Paul        | Charlie Puth      | Jimmie Allen     | Jazmine Sullivan   |                   |                      |                  |                  |                  |                  |                  |                  |
| 23      | Reba McEntire    |                   |                  |                    |                   |                      |                  |                  |                  |                  |                  |                  |
| 24      | Wynonna Judd     | Chance the Rapper | Dan + Shay       |                    |                   |                      |                  |                  |                  |                  |                  |                  |
| 25      | Maluma           | Saweetie          | Meghan Trainor   | Anthony Ramos      | Keith Urban       |                      |                  |                  |                  |                  |                  |                  |
| 26      | Carly Pearce     | Machine Gun Kelly | Lainey Wilson    | Simone Biles       | Jennifer Hudson   | Sting                |                  |                  |                  |                  |                  |                  |
| 27      | Coco Jones       | Cynthia Erivo     | Little Big Town  | Kate Hudson        |                   |                      |                  |                  |                  |                  |                  |                  |
| 28      |                  |                   |                  |                    |                   |                      |                  |                  |                  |                  |                  |                  |

## Seizoenenoverzicht

### Seizoen 1
Het eerste seizoen van The Voice begon op 26 april 2011 en eindigde op 29 juni. De jury bestond uit Adam Levine, Blake Shelton, Cee Lo Green en Christina Aguilera. Carson Daly presenteerde dit seizoen en Alison Haislip was de socialemediacorrespondent. De audities vonden plaats in januari en februari van dat jaar in Chicago, New York, Miami, Nashville, Minneapolis, Austin, Los Angeles en Seattle. Elke coach mocht in dit seizoen vier kandidaten meenemen naar de liveshows.
| Team                                                | Team                                                    | Team                                                       | Team                                          |
| Adam                                                | CeeLo                                                   | Christina                                                  | Blake                                         |
| --------------------------------------------------- | ------------------------------------------------------- | ---------------------------------------------------------- | --------------------------------------------- |
| Javier Colon Casey Weston Devon Barley Jeff Jenkins | Vicci Martinez Nakia Curtis Grimes The Thompson Sisters | Beverly McClellan Frenchine Davis Raquel Castro Lily Elise | Dia Frampton Xenia Jared Blake Patrick Thomas |

### Seizoen 2
Het tweede seizoen van The Voice begon op 5 februari 2012 en eindigde op 8 mei. De oorspronkelijke jury uit seizoen 1 nam haar plek weer in, alleen socialemediacorrespondent Haislip werd vervangen door Christina Milian. In dit seizoen werden Kia Motors, Sprint en Starbucks de officiële sponsors van The Voice. Elke coach mocht in dit seizoen zes kandidaten meenemen naar de liveshows.
| Team                                                           | Team                                                                    | Team                                                                            | Team                                                                         |
| Adam                                                           | CeeLo                                                                   | Christina                                                                       | Blake                                                                        |
| -------------------------------------------------------------- | ----------------------------------------------------------------------- | ------------------------------------------------------------------------------- | ---------------------------------------------------------------------------- |
| Tony Lucca Katrina Parker Mathai Pip Karla Davis Kim Yarbrough | Juliet Simms Jamar Rogers Cheesa James Massone Erin Martin Tony Vincent | Chris Mann Lindsey Pavao Ashley De La Rosa Jesse Campbell Moses Stone Sera Hill | Jermaine Paul Erin Willett RaeLynn Jordia Unga Charlotte Sometimes Naia Kete |

### Seizoen 3
Het derde seizoen van The Voice begon op 10 september 2012 en eindigde op 18 december. Zowel de jury als de beide presentatoren keerden dit seizoen terug. Elke coach mocht in dit seizoen vijf kandidaten meenemen naar de liveshows.
| Team                                                                  | Team                                                             | Team                                                          | Team                                                                        |
| Adam                                                                  | CeeLo                                                            | Christina                                                     | Blake                                                                       |
| --------------------------------------------------------------------- | ---------------------------------------------------------------- | ------------------------------------------------------------- | --------------------------------------------------------------------------- |
| Amanda Brown Melanie Martinez Bryan Keith Loren Alfred Joselyn Rivera | Nicholas David Trevin Hunte Cody Belew Mackenzie Bourg Diego Val | Dez Duron Sylvia Yacoub Adriana Louise De'Borah Devyn DeLeora | Cassadee Pope Terry McDermott Michaela Paige Julio Cesar Castillo Liz Davis |

### Seizoen 4
Het vierde seizoen van The Voice begon op 25 maart 2013 en eindigde op 18 juni. Voor het eerst sinds de start van de serie werd er een wijziging aangebracht in de jury: Shakira en Usher vervingen Christina Aguilera en Cee Lo Green. Elke coach mocht in dit seizoen vier kandidaten meenemen naar de liveshows.
| Team                                                       | Team                                                    | Team                                       | Team                                                           |
| Adam                                                       | Shakira                                                 | Usher                                      | Blake                                                          |
| ---------------------------------------------------------- | ------------------------------------------------------- | ------------------------------------------ | -------------------------------------------------------------- |
| Amber Carrington Judith Hill Sarah Simmons Caroline Glaser | Sasha Allen Kris Thomas Garrett Gardner Karina Iglesias | Michelle Chamuel Josiah Hawley VEDO Cathia | Danielle Bradbery The Swon Brothers Holly Tucker Justin Rivers |

### Seizoen 5
Het vijfde seizoen van The Voice begon op 23 september 2013 en eindigde op 18 december. De oorspronkelijke jury kreeg zijn oude bezetting weer door de terugkeer van zowel Aguilera als Green. Alleen de socialemediacorrespondent Milian verliet haar plek, die werd opgevangen door presentator Carson Daly. Elke coach mocht in dit seizoen vijf kandidaten meenemen naar de liveshows.
| Team                                                        | Team                                                                    | Team                                                                        | Team                                                         |
| Adam                                                        | CeeLo                                                                   | Christina                                                                   | Blake                                                        |
| ----------------------------------------------------------- | ----------------------------------------------------------------------- | --------------------------------------------------------------------------- | ------------------------------------------------------------ |
| Tessanne Chin Will Champlin Grey James Wolpert Preston Pohl | Caroline Pennell Kat Robichaud Tamara Chauniece Jonny Gray Amber Nicole | Jacquie Lee Matthew Schuler Olivia Henken Josh Logan Stephanie Anne Johnson | Cole Vosbury Ray Boudreaux Nic Hawk Austin Jenckes Shelbie Z |

### Seizoen 6
Het zesde seizoen van The Voice begon op 24 februari 2014 en eindigde op 20 mei. Na vier seizoenen verliet Green definitief de serie, terwijl Aguilera er tijdelijk tussenuit ging. Om de jury weer compleet te maken, keerden Shakira en Usher terug. Elke coach mocht in dit seizoen vijf kandidaten meenemen naar de liveshows.
| Team                                                                  | Team                                                         | Team                                                           | Team                                                                               |
| Adam                                                                  | Shakira                                                      | Usher                                                          | Blake                                                                              |
| --------------------------------------------------------------------- | ------------------------------------------------------------ | -------------------------------------------------------------- | ---------------------------------------------------------------------------------- |
| Christina Grimmie Kat Perkins Delvin Choice Jake Barker Morgan Wallen | Kristen Merlin Tess Boyer Dani Moz Deja Hall Patrick Thomson | Josh Kaufman Bria Kelly T.J. Wilkins Melissa Jimenez Stevie Jo | Jake Worthington Sisaundra Lewis Audra McLaughlin Ryan White Maloney Madilyn Paige |

### Seizoen 7
Op 22 september 2014 begon het zevende seizoen. Shakira en Usher verlieten het programma. Adam Levine en Blake Shelton werden aangevuld met Pharrell Williams en Gwen Stefani, die dit seizoen voor het eerst coach waren. In dit seizoen gingen er per team vijf kandidaten naar de liveshows.
| Team                                                          | Team                                                                       | Team                                                        | Team                                                                           |
| Adam                                                          | Gwen                                                                       | Pharrell                                                    | Blake                                                                          |
| ------------------------------------------------------------- | -------------------------------------------------------------------------- | ----------------------------------------------------------- | ------------------------------------------------------------------------------ |
| Matt McAndrew Chris Jamison Damien Mia Pfirrman Taylor Phelan | Taylor John Williams Ryan Sill Anita Antoinette Ricky Manning Bryana Salaz | DaNica Shirey Luke Wade Sugar Joans Jean Kelley Elyjuh René | Craig Wayne Boyd Reagan James Jessie Pitts Taylor Brashears James David Carter |

### Seizoen 8
Op 23 februari 2015 begon het achtste seizoen. Gwen Stefani verlieten het programma. Adam Levine en Blake Shelton werden aangevuld met Pharrell Williams en Christina Aguilera, die dit seizoen voor het eerst coach waren. In dit seizoen gingen er per team vijf kandidaten naar de liveshows.
| Team                                                                       | Team                                                                   | Team                                                       | Team                                                                  |
| Adam                                                                       | Pharrell                                                               | Christina                                                  | Blake                                                                 |
| -------------------------------------------------------------------------- | ---------------------------------------------------------------------- | ---------------------------------------------------------- | --------------------------------------------------------------------- |
| Joshua Davis Deanna Johnson Brian Johnson Tonya Boyd-Cannon Nathan Hermida | Sawyer Fredericks Koryn Warthorne Mia Z Caitlin Caporale Lowell Oakley | India Carney Kimberly Nichole Rob Taylor Lexi Davila Sonic | Meghan Linsey Hannah Kirby Corey Kent White Brooke Adee Sarah Potenza |

### Seizoen 9
Op 21 september 2015 begon het negende seizoen. Christina Aguilera verlieten het programma. Adam Levine en Blake Shelton werden aangevuld met Pharrell Williams en Gwen Stefani, die dit seizoen voor het eerst coach waren. In dit seizoen gingen er per team vijf kandidaten naar de liveshows.
| Team                                                                          | Team                                                                                    | Team                                                                        | Team                                                                                    |
| Adam                                                                          | Gwen                                                                                    | Pharrell                                                                    | Blake                                                                                   |
| ----------------------------------------------------------------------------- | --------------------------------------------------------------------------------------- | --------------------------------------------------------------------------- | --------------------------------------------------------------------------------------- |
| Jordan Smith Shelby Brown Amy Vachal Blaine Mitchell Chance Pena Keith Semple | Jeffery Austin Braiden Sunshine Korin Bukowski Viktor Kiraly Ellie Lawrence Regina Love | Madi Davis Evan McKeel Mark Hood Celeste Betton Riley Biederer Darius Scott | Emily Ann Roberts Barrett Baber Zach Seabaugh Ivonne Acero Morgan Frazier Nadjah Nicole |

### Seizoen 10
Op 29 februari 2016 begon het tiende seizoen. Gwen Stefani verlieten het programma. Adam Levine en Blake Shelton werden aangevuld met Pharrell Williams en Christina Aguilera, die dit seizoen voor het eerst coach waren. In dit seizoen gingen er per team vijf kandidaten naar de liveshows.
| Team                                                                              | Team                                                                         | Team                                                                      | Team                                                                          |
| Adam                                                                              | Pharrell                                                                     | Christina                                                                 | Blake                                                                         |
| --------------------------------------------------------------------------------- | ---------------------------------------------------------------------------- | ------------------------------------------------------------------------- | ----------------------------------------------------------------------------- |
| Laith Al-Saadi Shaylah Fearing Owen Danoff Caroline Burns Nate Butler Brian Nhira | Hannah Huston Daniel Passino Emily Keener Lacy Mandigo Moushumi Caity Peters | Alisan Porter Bryan Bautista Nick Hagelin Tamar Davis Kata Hay Ryan Quinn | Adam Wakefield Mary Sarah Paxton Ingram Katie Basden Joe Maye Justin Whisnant |

### Seizoen 11
Op 19 september 2016 begon het elfde seizoen. Pharrell Williams en Christina Aguilera verlieten het programma. Adam Levine en Blake Shelton werden aangevuld met Miley Cyrus en Alicia Keys, die dit seizoen voor het eerst coach waren. In dit seizoen gingen er per team vijf kandidaten naar de liveshows.
| Team                                                                   | Team                                                             | Team                                                                 | Team                                                                   |
| Adam                                                                   | Miley                                                            | Alicia                                                               | Blake                                                                  |
| ---------------------------------------------------------------------- | ---------------------------------------------------------------- | -------------------------------------------------------------------- | ---------------------------------------------------------------------- |
| Billy Gilman Josh Gallagher Brendan Fletcher Riley Elmore Simone Gundy | Ali Caldwell Aaron Gibson Darby Walker Belle Jewel Sophia Urista | We McDonald Christian Cuevas Sa'Rayah Josh Halverson Kylie Rothfield | Sundance Head Austin Allsup Courtney Harrell Dana Harper Jason Warrior |

### Seizoen 12
Op 27 februari 2017 begon het twaalfde seizoen. Adam Levine en Blake Shelton werden aangevuld met Gwen Stefani en Alicia Keys, die dit seizoen voor het eerst coach waren. In dit seizoen gingen er per team vijf kandidaten naar de liveshows.
| Team                                                                     | Team                                                                       | Team                                                                                     | Team                                                                   |
| Adam                                                                     | Gwen                                                                       | Alicia                                                                                   | Blake                                                                  |
| ------------------------------------------------------------------------ | -------------------------------------------------------------------------- | ---------------------------------------------------------------------------------------- | ---------------------------------------------------------------------- |
| Jesse Larson Mark Isaiah Lilli Passero Hanna Eyre Johnny Hayes Josh West | Brennley Brown Hunter Plake Troy Ramey Johnny Gates JChosen Quizz Swanigan | Chris Blue Vanessa Ferguson Stephanie Rice Jack Cassidy Ashley Levin Anatalia Villaranda | Lauren Duski Aliyah Moulden TSoul Casi Joy Aaliyah Rose Felicia Temple |

### Seizoen 13
Op 25 september 2017 begon het dertiende seizoen. Alicia Keys verliet het programma. Adam Levine en Blake Shelton werden aangevuld met Miley Cyrus en Jennifer Hudson, die dit seizoen voor het eerst coach waren. In dit seizoen gingen er per team vijf kandidaten naar de liveshows.
| Team                                                                                  | Team                                                                                 | Team                                                                          | Team                                                                             |
| Adam                                                                                  | Miley                                                                                | Jennifer                                                                      | Blake                                                                            |
| ------------------------------------------------------------------------------------- | ------------------------------------------------------------------------------------ | ----------------------------------------------------------------------------- | -------------------------------------------------------------------------------- |
| Addison Agen Adam Cunningham Jon Mero Anthony Alexander Whitney Feinmore Emily Luther | Brooke Simpson Ashland Craft Janice Freeman Moriah Formica Adam Pearce Karli Webster | Noah Mac Davon Fleming Shi'Ann Jones Lucas Holiday Hannah Mrozak Chris Weaver | Chloe Kohanski Red Marlow Keisha Renee Mitchell Lee Natalie Stovall Esera Tuaolo |

### Seizoen 14
Op 26 februari 2018 begon het veertiende seizoen. Adam Levine en Blake Shelton werden aangevuld met Alicia Keys en Kelly Clarkson, die dit seizoen voor het eerst coach waren. In dit seizoen gingen er per team vijf kandidaten naar de liveshows.
| Team                                                                              | Team                                                                                              | Team                                                                             | Team                                                                   |
| Adam                                                                              | Alicia                                                                                            | Kelly                                                                            | Blake                                                                  |
| --------------------------------------------------------------------------------- | ------------------------------------------------------------------------------------------------- | -------------------------------------------------------------------------------- | ---------------------------------------------------------------------- |
| Rayshun Lamarr Jackie Verna Sharane Calister Mia Boostorm Drew Cole Reid Umstattd | Britton Buchanan Jackie Foster Christina Danielle Johnny Bliss Terrence Cunningham Kelsea Johnson | Brynn Cartelli Kaleb Lee D.R. King Alexa Campbell Tish Kayne Keys Dylan Hartigan | Kyla Jade Spensha Baker Pryor Baird Gary Edwards Austin Giorgio WILKES |

### Seizoen 15
Op 24 september 2018 begon het vijftiende seizoen. Alicia Keys verliet het programma. Adam Levine en Blake Shelton werden aangevuld met Kelly Clarkson en Jennifer Hudson, die dit seizoen voor het eerst coach waren. In dit seizoen gingen er per team vijf kandidaten naar de liveshows.
| Team                                                                       | Team                                                                                  | Team                                                                              | Team                                                                   |
| Adam                                                                       | Kelly                                                                                 | Jennifer                                                                          | Blake                                                                  |
| -------------------------------------------------------------------------- | ------------------------------------------------------------------------------------- | --------------------------------------------------------------------------------- | ---------------------------------------------------------------------- |
| Reagan Strange DeAndre Nico Tyke James Kameron Marlowe Steve Memmolo RADHA | Chevel Shepherd Sarah Grace Kymberli Joye Lynnea Moorer Abby Cates Keith Paulso Zaxai | Kennedy Holmes MaKenzie Thomas SandyRedd Patrique Fortson Colton Smith Franc West | Chris Kroeze Kirk Jay Dave Fenley Funsho Natasia GreyCloud Michael Lee |

### Seizoen 16
Op 25 februari 2019 begon het zestiende seizoen. Jennifer Hudson verliet het programma. Adam Levine, Kelly Clarkson en Blake Shelton werden aangevuld met John Legend, die dit seizoen voor het eerst coach was. In dit seizoen gingen er per team zes kandidaten naar de liveshows.
| Team                                                                | Team | Team | Team |
| Adam                                                                | Legend | Kelly                                                                                                   | Blake |
| ------------------------------------------------------------------- | --- | --- | --- |
| LB Crew Mari Betsy Ade Domenic Haynes Karvin Jarvis Andrew Jannakos | Maelyn Jarmon Shawn Sounds Celia Babini Jacob Maxwell Jimmy Mowery Lisa Ramey Beth Griffith-Manley Julian King Kayslin Victoria | Rod Stokes Jej Vinson Rebecca Howell Matthew Johnson Abby Kasch Presley Tennant The Bundys Karen Galera | Gyth Rigdon Dexter Roberts Andrew Sevener Kim Cherry Carter Lloyd Horne Olvi Blu Kendra Checketts Selkii Karly Moreno |

### Seizoen 17
Op 23 september 2019 begon het zeventiende seizoen. Adam Levine verliet het programma. Kelly Clarkson, John Legend en Blake Shelton werden aangevuld met Gwen Stefani, die dit seizoen voor het eerst coach waren. In dit seizoen gingen er per team vijf kandidaten de liveshows.
| Team                                                      | Team                                                                      | Team                                                            | Team                                                            |
| Kelly                                                     | Gwen                                                                      | Legend                                                          | Blake                                                           |
| --------------------------------------------------------- | ------------------------------------------------------------------------- | --------------------------------------------------------------- | --------------------------------------------------------------- |
| Jake Hoot Hello Sunday Shane Q Max Doyle Damali Gutierrez | Rose Short Joana Martinez Myracle Holloway Jake Haldenvang Kyndal Inskeep | Katie Kadan Will Breman Marybeth Byrd Alex Guthrie Khalea Lynee | Ricky Duran Kat Hammock Cali Wilson Gracee Shriver Ricky Braddy |

### Seizoen 18
Op 24 februari 2020 begon het achttiende seizoen. Gwen Stefani verliet het programma. Kelly Clarkson, John Legend en Blake Shelton werden aangevuld met Nick Jonas, die dit seizoen voor het eerst coach was. In dit seizoen gingen er per team vijf kandidaten naar de liveshows.
| Team                                              | Team                                                                          | Team                                          | Team                                                    |
| Kelly                                             | Nick                                                                          | Legend                                        | Blake                                                   |
| ------------------------------------------------- | ----------------------------------------------------------------------------- | --------------------------------------------- | ------------------------------------------------------- |
| Micah Iverson Megan Danielle Cedrice Mandi Thomas | Thunderstorm Artis Allegra Miles Michael Williams Roderick Chambers Arei Moon | CammWess Mandi Castillo Zan Fiskum Mike Jerel | Todd Tilghman Toneisha Harris Joanna Serenko Joei Fulco |

### Seizoen 19
Op 19 oktober 2020 begon het negentiende seizoen. Nick Jonas verliet het programma. Kelly Clarkson, John Legend en Blake Shelton werden aangevuld met Gwen Stefani, die dit seizoen voor het eerst coach was. In dit seizoen gingen er per team vijf kandidaten naar de liveshows.
| Team                                          | Team                                            | Team                                            | Team                                                           |
| Kelly                                         | Gwen                                            | Legend                                          | Blake                                                          |
| --------------------------------------------- | ----------------------------------------------- | ----------------------------------------------- | -------------------------------------------------------------- |
| DeSz Cami Clune Tanner Gomes Madeline Consoer | Carter Rubin Ben Allen Payge Turner Joseph Soul | John Holiday Bailey Rae Tamara Jade Chloé Hogan | Jim Ranger Ian Flanigan Worth the Wait Sid Kingsley Taryn Papa |

### Seizoen 20
Op 1 maart 2021 begon het twintigste seizoen. Gwen Stefani verliet het programma. Kelly Clarkson, John Legend en Blake Shelton werden aangevuld met Nick Jonas. In dit seizoen gingen er per team vijf kandidaten naar de liveshows.
| Team                                            | Team                                               | Team                                                                        | Team                                                  |
| Kelly                                           | Legend                                             | Nick                                                                        | Blake                                                 |
| ----------------------------------------------- | -------------------------------------------------- | --------------------------------------------------------------------------- | ----------------------------------------------------- |
| Kenzie Wheeler Corey Ward Gihanna Zoë Zae Romeo | Victor Solomon Pia Renee Ryleigh Modig Zania Alaké | Rachel Mac Dana Monique Jose Figueroa Jr. Devan Blake Jones Andrew Marshall | Cam Anthony Jordan Matthew Young Pete Mroz Anna Grace |

### Seizoen 21
Op 20 september 2021 begon het eenentwintigste seizoen. Nick Jonas verliet het programma. Kelly Clarkson, John Legend en Blake Shelton werden aangevuld met Ariana Grande. In dit seizoen gingen er per team vijf kandidaten naar de liveshows.
| Team                                                     | Team                                                             | Team                                                                                     | Team                                                          |
| Kelly                                                    | Legend                                                           | Ariana                                                                                   | Blake                                                         |
| -------------------------------------------------------- | ---------------------------------------------------------------- | ---------------------------------------------------------------------------------------- | ------------------------------------------------------------- |
| Girl Named Tom Hailey Mia Jeremy Rosado Gymani Katie Rae | Jershika Maple Joshua Vacanti Shadale Samuel Harness David Vogel | Jim & Sasha Allen Holly Forbes Ryleigh Plank Bella DeNapoli Raquel Trinidad Vaughn Mugol | Wendy Moten Paris Winningham Lana Scott Peddy Chavis Libianca |

### Seizoen 22
Op 19 september 2022 begon het tweetwintigste seizoen. Kelly Clarkson en Ariana Grande verliet het programma. John Legend, Gwen Stefani en Blake Shelton werden aangevuld met Camila Cabello. In dit seizoen gingen er per team vijf kandidaten naar de liveshows.
| Team                                                       | Team                                            | Team                                     | Team                                             |
| Legend                                                     | Gwen                                            | Camila                                   | Blake                                            |
| ---------------------------------------------------------- | ----------------------------------------------- | ---------------------------------------- | ------------------------------------------------ |
| Omar Jose Cardona Parijita Bastola Kim Cruse Sasha Hurtado | Justin Aaron Kique Alyssa Witrado Kevin Hawkins | Morgan Myles Devix Eric Who Kate Kalvach | Bryce Leatherwood bodie Brayden Lape Rowan Grace |

### Seizoen 23
Op 6 maart 2023 begon het dertientwintigste seizoen. John Legend, Gwen Stefani en Camila Cabello verliet het programma. Kelly Clarkson en Blake Shelton werden aangevuld met Chance the Rapper en Niall Horan. In dit seizoen gingen er per team vijf kandidaten naar de liveshows.
| Team                                              | Team                                                        | Team                                                              | Team                                                            |
| Kelly                                             | Chance                                                      | Niall                                                             | Blake                                                           |
| ------------------------------------------------- | ----------------------------------------------------------- | ----------------------------------------------------------------- | --------------------------------------------------------------- |
| D.Smooth Holly Brand ALI Cait Martin Neil Salsich | Sorelle Ray Uriel Kala Banham Jamar Langley Manasseh Samone | Gina Miles Ryley Tate Wilson Michael B. Ross Clayton Tasha Jessen | Grace West NOVIAS Rachel Christine Mary Kate Connor Kylee Dayne |

### Seizoen 24
Op 25 september 2023 begon het vierentwintigste seizoen. Chance the Rapper, Kelly Clarkson en Blake Shelton verlaten het programma. Niall Horan, Gwen Stefani en John Legend werden aangevuld met Reba McEntire. In dit seizoen gingen er per team vijf kandidatan naar de liveshows.
| Team                                                                  | Team                                                      | Team                                                                | Team                                                                   |
| Legend                                                                | Gwen                                                      | Niall                                                               | Reba                                                                   |
| --------------------------------------------------------------------- | --------------------------------------------------------- | ------------------------------------------------------------------- | ---------------------------------------------------------------------- |
| Lila Forde Mac Royals Azán Kristen Brown Taylor Deneen Kaylee Shimizu | Bias Tanner Massey Kara Tenae Rudi Stee Lennon VanderDoes | Huntley Mara Justine Nini Iris Claudia B. Julia Roome Alexa Wildish | Ruby Leigh Jacquie Roar Jordan Rainer Ms. Monét Noah Spencer Tom Nitti |

### Seizoen 25
Op 26 februari 2024 begon het vijfentwintigste seizoen. Niall Horan en Gwen Stefani verlaten het programma. John Legend, Chance the Rapper en Reba McEntire werden aangevuld met Dan + Shay. In dit seizoen gingen er per team vijf kandidaten naar de liveshows.
| Team                                                       | Team                                                            | Team                                                  | Team                                                                    |
| Legend                                                     | Dan + Shay                                                      | Chance                                                | Reba                                                                    |
| ---------------------------------------------------------- | --------------------------------------------------------------- | ----------------------------------------------------- | ----------------------------------------------------------------------- |
| Bryan Olesen Nathan Chester Zoe Levert Kamalei Kawa'a Mafe | Karen Waldrup Madison Curbelo Tae Lewis Olivia Rubini Anya True | Serenity Arce Maddi Jane Nadège RLetto Kyle Schuesler | Asher HaVon Josh Sanders L. Ridgers Justin & Jeremy Garcia Jackie Romeo |

### Seizoen 26
Op 23 september 2024 begon het zesentwintigste seizoen. John Legend, Dan + Shay en Chance the Rapper verlaten het programma. Gwen Stefani keert terug na een seizoen onderbreking. Samen worden Reba McEntire en Stefani aangevuld door nieuwe coaches Michael Bublé en Snoop Dogg.
| Team                                                              | Team                                                                | Team                                                                    | Team                                                                        |
| Bublé                                                             | Gwen                                                                | Reba                                                                    | Snoop Dogg                                                                  |
| ----------------------------------------------------------------- | ------------------------------------------------------------------- | ----------------------------------------------------------------------- | --------------------------------------------------------------------------- |
| Sofronio Vasquez Shye Jaukeem Froston Sloane Simon Cameron Wright | Sydney Sterlace Jan Dan Jose Luis Jake Tankersley Gabrielle Zabosky | Danny Joseph Adam Bohanan Katie O. Edward Preble Lauren-Michael Sellers | Jeremy Beloate Christina Eagle Mikaela Ayira Aliyah Khaylyn Austyns Stancil |

### Seizoen 27
Op 3 februari 2025 begon het zevenentwintigste seizoen. Snoop Dogg, Gwen Stefani en Reba McEntire zullen niet terugkeren voor een tweede seizoen, Bublé doet dit wel. Nieuwe coach, eerder Comback Stage coach Kelsea Ballerini is nieuwe coach. Adam Levine keert terug na 6 jaar afwezigheid en John Legend na een seizoen onderbreking.
| Team                                                      | Team                                                               | Team                                                              | Team                                                                         |
| Legend                                                    | Bublé                                                              | Kelsea                                                            | Adam                                                                         |
| --------------------------------------------------------- | ------------------------------------------------------------------ | ----------------------------------------------------------------- | ---------------------------------------------------------------------------- |
| Renzo Bryson Battle Olivia Kuper Harris Bd.ii Ari Camille | Adam David Jadyn Cree Kaiya Hamilton Barry Jean Fontenot Angie Rey | Jaelen Johnston Iris Herrera Alanna Lynise Darius J. Tinika Wyatt | Lucia Flores-Wiseman Kolby Cordell Conor James Ethan Eckenroad Britton Moore |

### Seizoen 28
In het najaar van 2025 start het achtentwintigste seizoen. Snoop Dogg en Reba McEntire keren terug na 1 seizoen onderbreking. Niall Horan keert terug na 3 jaar onderbreking. Ze vervangen coaches Levine, Ballerini en Legend die niet terugkeren. Coach Bublé keert terug voor zijn 3de seizoen.
| Team       | Team | Team  | Team  |
| Snoop Dogg | Reba | Niall | Bublé |
| ---------- | ---- | ----- | ----- |
|            |      |       |       |